# Amado (Arizona)
Amado è un census-designated place (CDP) degli Stati Uniti d'America situato nella contea di Santa Cruz nello stato dell'Arizona. Secondo il censimento del 2010 la popolazione era di 295 abitanti.

## Geografia fisica
Amado si trova nelle coordinate 31°42′18″N 111°03′56″W.
Secondo lo United States Census Bureau, il CDP si estende su una superficie di 29,1 km², interamente formata da terra ferma.